# 印度共产主义革命者团结中心（马列）
印度共产主义革命者团结中心（马列）（英語：Unity Centre of Communist Revolutionaries of India (Marxist–Leninist)，缩写为UCCRI (ML)）是由共产主义革命者安得拉邦委员会、革命共产主义团结中心（马列）北方区域委员会、西孟加拉共产主义团结中心和革命者西孟加拉协调委员会合并而成。该进程是在1975年4月的一次团结会议上进行的。团结会议通过了一项关于烈士、方案、道路、工作方法、章程和统一声明的决议。团结会议选举了一个中央委员会，由D·V·拉奥担任书记。
1976年6月，旁遮普邦共产主义革命委员会并入；1979年9月，又分裂出去，建立了平行的印度共产主义革命者团结中心（马列） (哈巴詹·索希)，由哈巴詹·索希领导。
在1980年选举之前，该党审查了他们对参与选举的立场。该党总是将选举问题视为一个战术问题。最初该党采取了不参加的政策。但在1980年，该党呼吁“在选举中击败支持超级大国的反动势力”。
然而，在实际的竞选活动中，新政策并不一致。在安得拉邦，该党推动不参与，实际上是抵制，而该党支持西孟加拉邦和奥里萨邦的某些候选人。在选举结束后，分裂飙升，D·V·拉奥在安得拉邦与一群追随者离开了党。D·V·拉奥建立了自己的印度共产主义革命者团结中心（马列） (D·V·拉奥)。在D·V·拉奥派离开后，阿南德成为该党的剩余部分的新中央书记。
1988年，阿南德在组织内长期不同意见争论后脱离了党。阿南德和其他人之间的分歧在筹备召开党内会议时加深。阿南德赢得马哈拉施特拉邦单位。阿南德还重新开始与索希派的关系。分裂后同年，阿南德与索希派以及其他三个团体共同创建了印度共产主义革命者中心。
由维斯瓦姆和马杜领导的该党的剩余部分于1992年并入印度共产党（马列）人民力量。马杜代表该党签署了合并协议。 